# Trojka
Cet article possède un paronyme, voir Troïka.
Trojka ((fr) La Trois) est une chaîne de télévision publique slovaque.

## Historique
Trojka a été fondé en 2008 par le groupe audiovisuel Slovenská televízia à l'occasion des Jeux olympiques d'été de 2008 se déroulant à Pékin. C'était une chaîne où les programmes sont uniquement concentrés sur le sport. Pour des raisons budgétaires, la chaîne cesse sa diffusion le 30 juin 2011.
Le groupe Rozhlas a televízia Slovenska relance la chaîne le 22 décembre 2019, mais avec une programmation différente, orientée sur les archives télévisuelles et reprenant ainsi les programmes nocturnes « Noc v Archíve » diffusés auparavant sur Dvojka et Jednotka.

### Identité visuelle

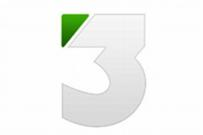
Logo de Trojka de 2008 à 2011.
Logo de Trojka depuis décembre 2019.

## Programmes
La chaîne rediffuse principalement des archives.